# Rakuten
Rakuten, Inc. (Ракутен, яп. 楽天株式会社, Rakuten Kabushiki-gaisha) — японська e-commerce-компанія зі штаб-квартирою в Токіо. ЇЇ B2B2C платформа для e-комерції Rakuten Ichiba є найбільшим сайтом електронної комерції в Японії та однією з найбільших у світі.
Хіроші Мікітані у 1997 заснував компанію MDM, Inc. В червні 1999-го року компанія змінила назву на Rakuten, Inc. Японське слово rakuten означає оптимізм.
В 2005 Rakuten почала розширюватися за межі Японії, в основному за допомогою придбання інших компаній або венчурного інвестування. Зокрема, вона придбала Buy.com, Priceminister (Франція), Ikeda (зараз Rakuten Brasil), Tradoria (зараз Rakuten Deutschland), Play.com (Велика Британія), Wuaki.tv (Іспанія), та Kobo Inc. (Канада). Компанія інвестувала в Pinterest, Ozon.ru, AHA Life, та Daily Grommet.
У вересні 2013 було оголошено, що компанія придбала сервіс потокового відео Viki за $200 мільйонів.
В 2014 році Rakuten повідомив про придбання Viber за 900 мільйонів доларів.
16 листопада 2016 р. Rakuten підписала угоду на 200 мільйонів доларів щодо спонсорства іспанського футбольного клубу «Барселона» до 2020 року.

## Послуги
Ракутен
- Відео на вимогу
- Маркетинг та аналіз даних
- електронне читання
- Розподіл книг
- Мода
- Мобільний обмін повідомленнями